# Герберт Некель
Герберт Некель (нім. Herbert Neckel; 14 серпня 1916, Кіль — 6 травня 1943, Атлантичний океан) — німецький офіцер-підводник, капітан-лейтенант крігсмаріне.

## Біографія
5 квітня 1935 року вступив на флот. В квітні-вересні 1940 року пройшов курс підводника. З вересня 1940 року — 1-й вахтовий офіцер на підводному човні U-30, з березня 1941 року — на U-108. В лютому-грудні 1941 року пройшов курс командира човна. З грудня 1941 по жовтень 1942 року — інструктор 2-ї навчальної дивізії підводних човнів. З 28 жовтня 1942 року — командир U-531. 13 квітня 1943 року вийшов у свій перший і останній похід. 6 травня U-531 був потоплений в Північній Атлантиці північно-східніше Ньюфаундленда (52°48′ пн. ш. 45°18′ зх. д.) глибинними бомбами британського есмінця «Відетт». Всі 54 члени екіпажу загинули.

## Звання
- Кандидат в офіцери (5 квітня 1935)
- Морський кадет (25 вересня 1935)
- Фенріх-цур-зее (1 липня 1936)
- Оберфенріх-цур-зее (1 січня 1938)
- Лейтенант-цур-зее (1 квітня 1938)
- Оберлейтенант-цур-зее (1 жовтня 1939)
- Капітан-лейтенант (1 грудня 1942)

## Нагороди
- Медаль «За вислугу років у Вермахті» 4-го класу (4 роки)